# Narcís Bonet
 (juillet 2025).
Si vous disposez d'ouvrages ou d'articles de référence ou si vous connaissez des sites web de qualité traitant du thème abordé ici, merci de compléter l'article en donnant les références utiles à sa vérifiabilité et en les liant à la section « Notes et références ».
Pour les articles homonymes, voir Bonet.
Narcís Bonet i Armengol est un compositeur français né à Barcelone le 23 janvier 1933 et mort dans le 6e arrondissement de Paris le 11 janvier 2019. Il est le fils de l'architecte Lluís Bonet i Garí et le frère de l'architecte Jordi Bonet i Armengol et de l'abbé Lluís Bonet i Armengol (ca), recteur de la Sagrada Familia jusqu'en 2018.

## Biographie
Narcís Bonet naît à Barcelone le 22 janvier 1933. Il étudie au Conservatoire municipal de musique de Barcelone avec Joan Massià Prats, Maria Carbonell Mumbrú et Eduard Toldrà, qui le présente au Palais de la musique catalane en 1947. Il y donnera son premier récital. Plus tard il travaille avec  Joaquim Zamacois, Emilio Pujol et Lluís Maria Millet, et en 1949 il s'établit à Paris pour étudier avec Nadia Boulanger. En 1955, il est président des Joventuts Musicals de Barcelona, en 1962 de la Fédération Internationale des Jeunesses Musicales et représentant au Conseil de Musique de l'UNESCO.
En 1979, Narcís Bonet succède à Nadia Boulanger à la direction du Conservatoire américain de Fontainebleau et, depuis 1971, il est professeur au Conservatoire national supérieur de musique de Paris et directeur adjoint de l'École normale de musique de Paris.
Il a reçu divers prix de composition (Fondation Copley de Chicago, Fundació March, Prince Rainier III de Monaco) et a reçu de nombreuses commandes (Festival de América-España, RTVE, Dotació d'Art Castellblanch, Ensemble Moderne de Paris, Festivals de Séville et de Grenade).
Narcís Bonet est membre du Conseil musical de la Fondation Prince Pierre de Monaco et commandeur dans l'ordre du Mérite culturel de la principauté de Monaco, où il a mis en valeur la culture catalane. En 1998, il reçoit la Creu de Sant Jordi.

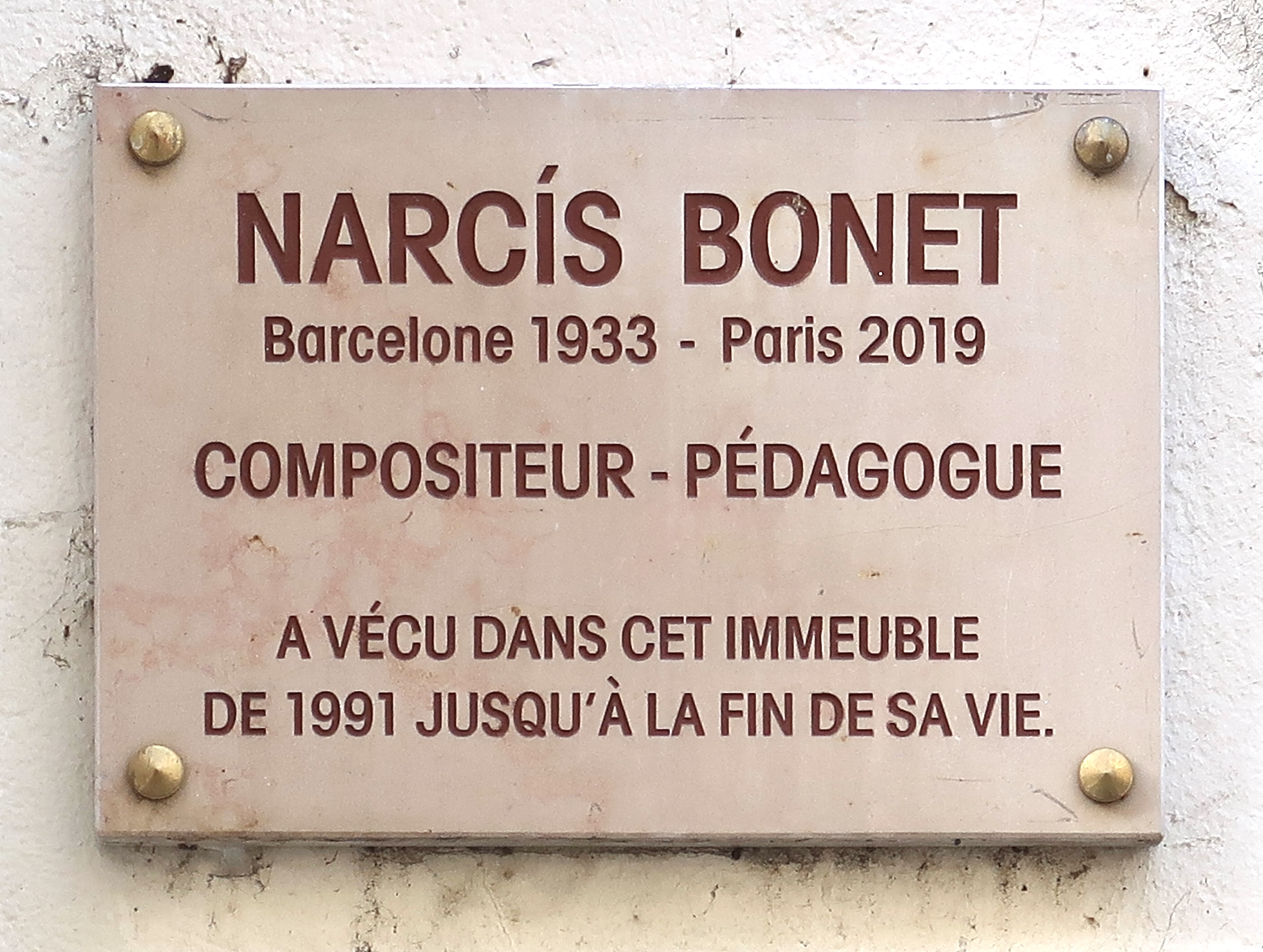
Plaque 124 rue de Vaugirard (Paris).

Une plaque commémorative lui rend hommage 124 rue de Vaugirard (6e arrondissement de Paris).

## Œuvres

### Œuvres musicales
- La Vaca Cega, poème symphonique d'après Joan Maragall (1948)
- Missa in Epiphania Domini, pour chœur et orchestre (1957)
- Concert per a violoncel (1959)
- Homenatge a Gaudí, instrumental (1966)
- La tramuntana, instrumental (1993)
- Set cançons populars catalanes (1997)
- Vistes al Mar (1948) chansons d'après des poèmes de Joan Maragall
- Tres Melodies sobre poesies de Rainer Maria Rilke, (1991)
- He mirat aquesta terra (1994), d'après des poèmes de Salvador Espriu
- La pell de brau (1967) d'après des poèmes de Salvador Espriu
- Le cimetière marin (1995) d'après le texte de Paul Valéry
- Pim-Pim-Carabim (1964)
- L'Anunciació (1971)
- Les troyennes (1978)

### Études
- Tractat de Solfeig (1984)
- Mompou (1993)